# 掌心球

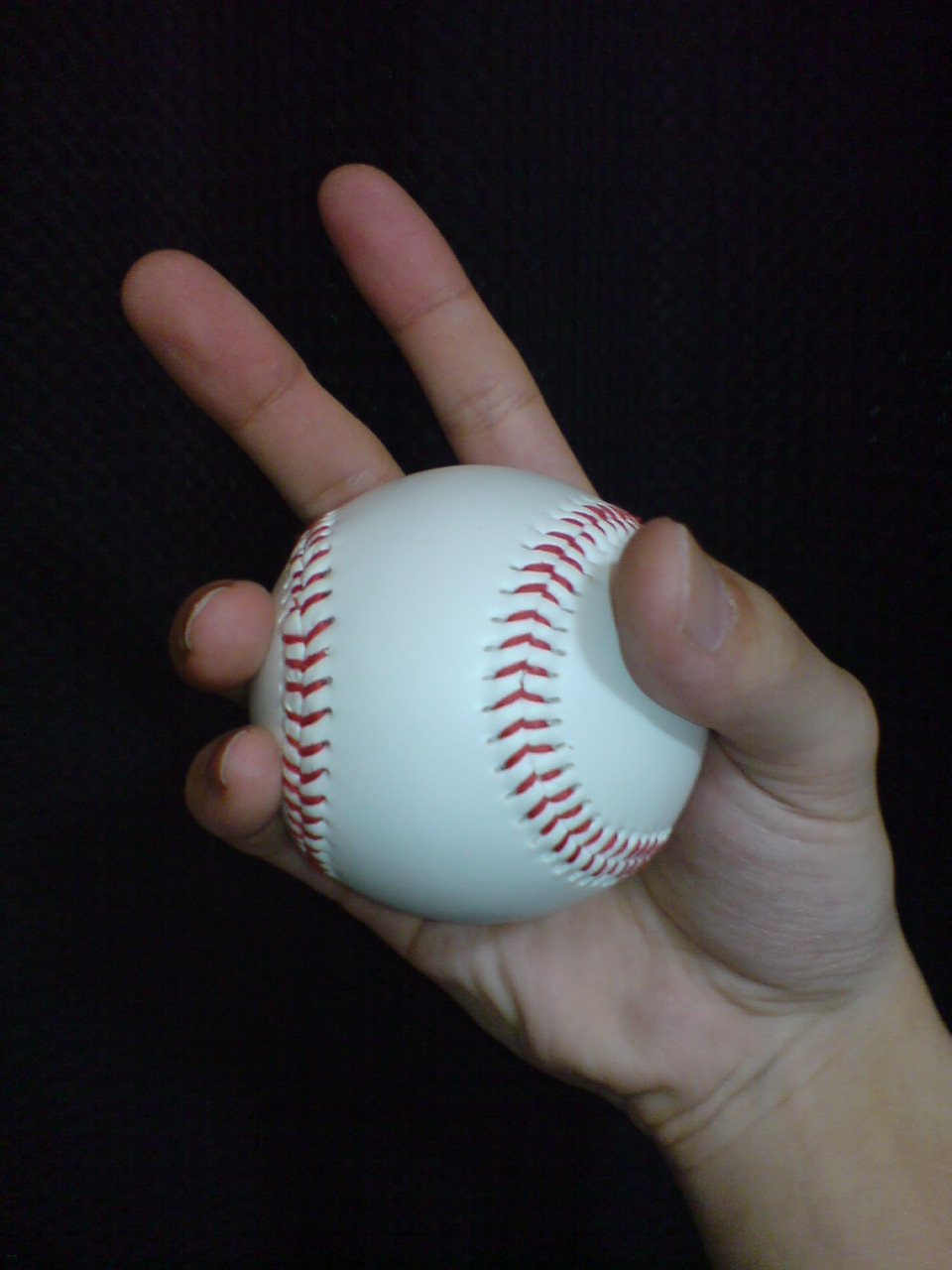
投手掌心球的握法

掌心球（英語：palmball） ，是棒球比賽中投手的球路之一，為變速球其中一種。顧名思義，這個球路是用手掌握球。要練成此球路，跟投手的手掌大小及投球動作有關。

## 要訣與特性
掌心球僅用拇指將球靠在掌心，其餘四指打直，然後球投出時，靠著拇指和掌心將球滑出，由於握法緣故，指尖沒有辦法給予球夠多的旋轉，球的旋轉次數很少，也就代表球的轉速本來就比較慢，由此可知，掌心球的速度並不會在球投出後，發生球速突然驟降的情況。
由於球的轉速就比較慢，所以產生的馬格納斯力（即升力）小，所以球進入擊球區時會因地心引力影響產生犀利的下墜幅度。另外有些教練會特別強調不可有壓腕的動作，甚至更極端的要投手在投球時手腕固定，但是這種動作其實是不符合人體工學，可能導致腕關節受傷，導致投球壽命縮短甚至結束。正確的手腕動作就是如同其他球種一樣自然就好，不刻意的過度壓腕，也不刻意的固定手腕不使其有自然垂放的動作。

## 代表投手
- Trevor Hoffman
- 帆足和幸
- 張永昌
- 何紀賢
- 沈鈺傑
- 林恩宇
- 胡智爲
- 林子崴 (1995年)